# Colias alexandra
Colias alexandra é uma borboleta da família Pieridae encontrada no oeste da América do Norte. O seu habitat inclui o Alasca até aos Territórios do Noroeste e sul do Arizona e Novo México.

## Biologia
O período de voo é a partir de meados de Maio até Agosto.
As larvas alimentam-se de espécies Thermopsis, Astrágalo, Lathyrus, Oxytropis, e Lupinus.